# Crave (rete televisiva)
Crave (fino al 2018 The Movie Network o TMN) è un canale televisivo canadese a pagamento in lingua inglese. Ha sede a Toronto ed è disponibile su alcune piattaforma televisive satellitari e via cavo sia canadesi che statunitensi.

## Canali
Il canale televisivo TMN offre fino a dodici canali multiplex, a seconda del provider di servizi, uno dei quali è HBO Canada, disponibile anche in differita di due ore, tutti in simulcast, in definizione standard e ad alta definizione. Inoltre mette a disposizione un servizio in abbonamento video-on-demand. Il servizio Mpix, con il quale TMN condivide sia la proprietà con Astral che alcuni elementi di branding, opera come un servizio separato sotto una licenza separata, per cui gli abbonati non devono necessariamente iscriversi separatamente. Tuttavia, Mpix, molto spesso viene offerto insieme a Network Movie.

### Multiplex The Movie Network
The Movie Network possiede anche un bouquet di sei canali:
1. The movie Network: la rete ammiraglia
2. MFun!: trasmette film comici
3. MFest trasmette film e serie tv di altri paesi
4. MExcess: trasmette film d'azione e serie tv e di notte film per adulti
5. HBO Canada: trasmette contenuti della pay tv statunitense HBO
6. The Movie Network HD: trasmette la programmazione di The Movie Network in alta definizione
7. The Movie Network OnDemand

## Principali programmi
- Bloodletting and Miraculous Cures
- Durham County
- Less Than Kind
- The Line
- Living in Your Car
- ReGenesis
- Terminal City
- ZOS: Zone of Separation
- Band of Brothers
- Big Love
- Bored to Death
- Brotherhood
- Californication
- Curb Your Enthusiasm
- Da Ali G Show
- Dexter
- Eastbound & Down
- Entourage
- Flight of the Conchords
- Funny or Die Presents
- Generation Kill
- How to Make it in America
- Hung
- In Treatment
- La La Land
- The Life & Times of Tim
- Little Britain USA
- Lock 'N' Load
- Meadowlands
- The Number 1 Ladies Detective Agency
- Nurse Jackie
- Oz
- The Pacific
- Penn & Teller: Bullshit!
- Real Time with Bill Maher
- The Ricky Gervais Show
- Rome
- Sanctuary
- Secret Diary of a Call Girl
- Sex and the City
- Six Feet Under
- Spartacus: Blood and Sand
- Stargate Atlantis
- Summer Heights High
- Tell Me You Love Me
- Tracey Ullman's State of the Union
- Treme
- True Blood
- The United States of Tara
- Wild Things

## Direttori di The Movie Network
- Donald MacPherson (1983-1984)
- Harold Greenberg (1984-1996)

## Copertura
Il segnale di The Movie Network raggiunge la parte orientale del Canada.

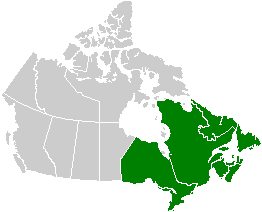

## Critiche e controversie
Il gruppo femminista canadese ha aspramente criticato The Movie Network perché in alcune ore della giornata trasmetteva contenuti tratti da Playboy TV.